# Оро (Верчели)
Оро је насеље у Италији у округу Верчели, региону Пијемонт.
Према процени из 2011. у насељу је живело 31 становника. Насеље се налази на надморској висини од 736 м.